# Карлос Кайзер
Карлос Енріке Рапозо (порт. Carlos Henrique Raposo), відоміший як Карлос Кайзер (порт. Carlos Kaiser, нар. 2 квітня 1963, Ріо-Пардо) — бразильський футболіст, що вважався гравцем на позиції нападника. Хоча його здібності як футболіста були далекими від професійного рівня, за свою двадцятирічну кар'єру йому вдалось підписати контракт із багатьма командами вищих дивізіонів Бразилії, Аргентини і Мексики. За всю кар'єру він не зіграв жодного матчу, а єдиний випадок, коли Кайзер міг вийти на поле, закінчився червоною карточкою під час розминки. Карлос приховував відсутність футбольної майстерності численними травмами, частими змінами команд та іншими витівками. «The Guardian» назвала Кайзера найбільшим шахраєм в історії футболу.

## Кар'єра

### Ранні роки
Прізвисько «Кайзер» Карлос взяв навмисно, дивлячись на неймовірні успіхи Франца Бекенбауера, хоча його друг стверджує, що прізвисько взяте від назви пива «Кайзер». У 1972 році Кайзер поступив до академії клубу «Ботафогу», а за рік перейшов до академії клубу «Фламенго», де провів 6 років у юнацькій і молодіжній командах, де грав на позиції центрального нападника. У 21 рік Карлос привернув увагу скаутів мексиканського клубу «Пуебла», та підписав свій перший професійний контракт.

### Клубна кар'єра
Футболісти і тренери відзначають, що Кайзер був неймовірно харизматичним хлопцем. Він умів знаходити спільну мову з будь-яким співрозмовником, знаходив аргументи, і спритно ухилявся від будь-якої роботи. Чемпіон світу в складі збірної Бразилії Бебето говорив про Карлоса:
«Його балаканина була настільки хорошою, що якби ви дозволили йому відкрити рот, він би вас причарував. Ви не мали б шансу цьому запобігти».
У жодному клубі Карлос Кайзер не затримувався більш ніж на рік. На початку кожного сезону Кайзер буцімто зазнавав на тренуванні пошкодження м'язів, і намагався симулювати весь сезон, та повідомляв клубному лікарю про постійні проблемих. МРТ-сканерів тоді ще не було, і медики не могли довести протилежне. Блукаючи по клубу весь сезон, Кайзер ставав спеціалистом з командного духу, постійно вставляючи то жарти, то веселі історії, то підбадьорював футболістів. Александр Торрес, колишній гравець збірної Бразилії та син Карлоса Альберто, який грав у одній команді з Кайзером, згадував:
«Він розповідав історії, і примушував гравців мріяти. Я думаю, саме тому він так усім подобався.»
Карлос домовлявся і платив гравцям молодіжної команди, щоб ці на тренуванні грали проти нього грубо, що давало йому можливість отримати нове уявне пошкодження, а також платив гроші уболівальникам, щоб вони викрикували його ім'я з трибун у позитивному тоні, коли власник клубу знаходився неподалік. Кайзера називали «вбивцею бабусь», тому що він у кожному клубі, де грав, робив наступний фокус: повідомляв керівництву команди, що його бабуся померла, і від'їздив на кілька днів на похорони, повертаючись пригніченим та нездатним грати у футбол.
Кайзер був близьким другом відомого бразильського футболіста Ренато Гаушо, і часто кар'єрний шлях Гаушо співпадав із кар'єрним шляхом самого Кайзера. Ренато часто рекомендував свого друга агентам і тренерам команд, у яких грав, та говорив, що в цьому футболистові закладений великий талант, потрібно лишеь його відкрити. А деякі скаути ще й плутали Гаушо і Кайзера через їх зовнішню схожість і постійно натягнуті на очі сонцезахисні окуляри.

#### Бангу
Під час першого періоду виступів за клуб «Бангу» Карлос одного разу ледве не з'явився на полі. Власником «Бангу» в той час був Кастор де Андраде, король тіньової частини Ріо-де-Жанейро, власник нелегальних гральних закладів, і друг Жуау Авеланжа, президента ФІФА (з 1974 до 1998 року). Кастор був відомий як найнебезпечніша людина в Бразилії. Після однієї з ігор «Бангу» він ганявся за суддею по полю з пістолетом в задній кишені штанів, пояснюючи, що суддя був необ'єктивним. Кастор де Андраде з великою гордістю підписував контракт з Кайзером, повідомивши пресі: «Тепер у „Бангу“ є свій Король!». Проте президент клубу був сильно засмучений, тому что Кайзер так і не з'являвся на полі. В одній з ігор клуб програвав з рахунком 0-2, і Кастор, який знаходився на трибуні, дав вказівку тренеру по рації терміново випустити молоду зірку. Кайзера відправили на розминку, поставивши перед вибором: або він виходить на поле, або він мрець. Карлос вибрав третій варіант — розминаючись біля футбольного поля, він почув, що вболівальники викрикують образи в його адресу. Кайзер виліз на огорожу, та почав показувати непристойні жести і викрикувати матюки у відповідь. Суддя помітив цей інцидент, і видалив Кайзера, який ще не встиг увійти у гру. Після гри Кастор де Андраде був як скажений. Кайзер погодився з ним, сказавши: «Господь забрав обох моїх батьків, але дав мені іншого батька (маючи на думці Кастора де Андраде). І цього батька вони називають шахраєм. Я не зміг це стерпіти. Але не турбуйтесь, за тиждень мій контракт закінчується, і я покину клуб». Кастор не тільки не став карати футболіста, але й підвищив йому зарплату, а також продовжив контракт.

#### Газелек
Як і багато бразильських зірок, Карлос Кайзер у 1980-их роках поїхав грати в Європу, а саме до французького клубу «Газелек» з міста Аяччо на Корсиці, який грав у Лізі 2. Кайзер був головним придбанням клубу, і на презентацію зірки приїхали сотні прихильників клубу, які хотіли побачити техніку бразильської зірки. Коли Кайзера попросили попрацювати з мячем, він підписав його і кинув у натовп фанатів. Так само він зробив і з наступним м'ячем. Таким чином Кайзер поставив автографи, і раздав весь спортивний інвентар на презентації. Після «гастролів» Карлоса на Корсику газети виходили з описом 8-річної кар'єри Кайзера в клубі, та описами бомбардирських успіхів. Проте футболіст Фабіо Баррош, який грав у «Газелеку» 4 сезони, стверджував, що не бачив Кайзера в розташуванні клубу, а фотографії у формі клубу з Аяччо зроблені на стадіоні на околицях Ріо. Саму форму, за словами Барроша, він же привіз Кайзеру в подарунок.

#### Ботафого
Кайзер постійно підживлював інтерес до власної персони будь-якими доступними методами. Коли з'явились перші мобільні телефоны, Кайзер купив собі муляж, і використовував його як справжній телефон, імітуючи розмови зі скаутами і менеджерами інших команд. Карлос не знав англійської мови, але його партнери по команді також її не знали, тому Кайзер імітував англомовні переговори з представниками різних європейських клубів аж до мадридського «Реала». Це продовжувалось до того часу, поки одного разу Кайзер не виявив, що лікар команди прекрасно володіє англійською мовою. Коли Карлос був у душі після тренування, лікар перевірив телефон футболіста, і виявив, що це муляж. Кайзер із ганьбою покинув «Ботафогу».

## Секрет успіху
Карлос Кайзер прекрасно розумів, що в цей час комунікація між конкуруючими клубами була затрудненою. Не існувало Інтернету, в якому швидко б поширювалися новини про нього. Тому заробивши негативну репутацію, футболіст просто отримував хороші рекомендації, та змінював клуб. Команди з радістю розставались з Кайзером, звільняючи місце в зарплатній відомості. А щоб не визнавати свою помилку з контрактом футболіста, клуб як правило давав Карлосу хорошу характеристику і рекомендації для скаутів.
Кайзер закінчив кар'єру в 29 років. У його кар'єрі було як мінімум 13 трансферів, а з деякими клубами він укладав контракт 2 рази («Ботафогу», «Фламенго», «Бангу»). Після завершення кар'єри футболіста Карлос Кайзер працював інструктором у фітнес-клубах Ріо-де-Жанейро.

## У культурі
Уперше історія Карлоса Кайзера стала широко відомою в 2011 році після публікації статті в онлайн-журналіе «Спортивний оглядач» на бразильському телеканалі «Globo».

### Фільм
У листопаді 2015 року Карлос Кайзер підписав ексклюзивну угоду з британською компанією «Nods & Volleys Entertainment Limited», на виробництво своєї історії для медіа. Зйомки циклу інтерв'ю були завершені в грудні 2016 року. У зйомках також брали участь футболісти Карлос Альберто,, Ренато Гаушо, Зіко, Бебето, Жуніор і Рікардо Роша. Документальний фільм «Кайзер! Найвеличніший футболіст, який ніколи не грав у футбол» був уперше показаний на кінофестивалі «Трайбека».

### Книга
У 2018 роціу вийшла книга журналіста Роба Сміта під такою ж назвою «Кайзер! Найвеличніший футболіст, який ніколи не грав у футбол».

## Особисте життя
Рідний племінник Кайзера — Іюрі Енріке Олівейра да Коста (або просто Іюрі), також є професійним футболістом, і також нападником. На відміну від більш відомого дядька Іюрі за свою кар'єру провів кілька сотень офіційних матчів, та відзначився більш ніж 40 забитими м'ячами.